# Droogbloemen

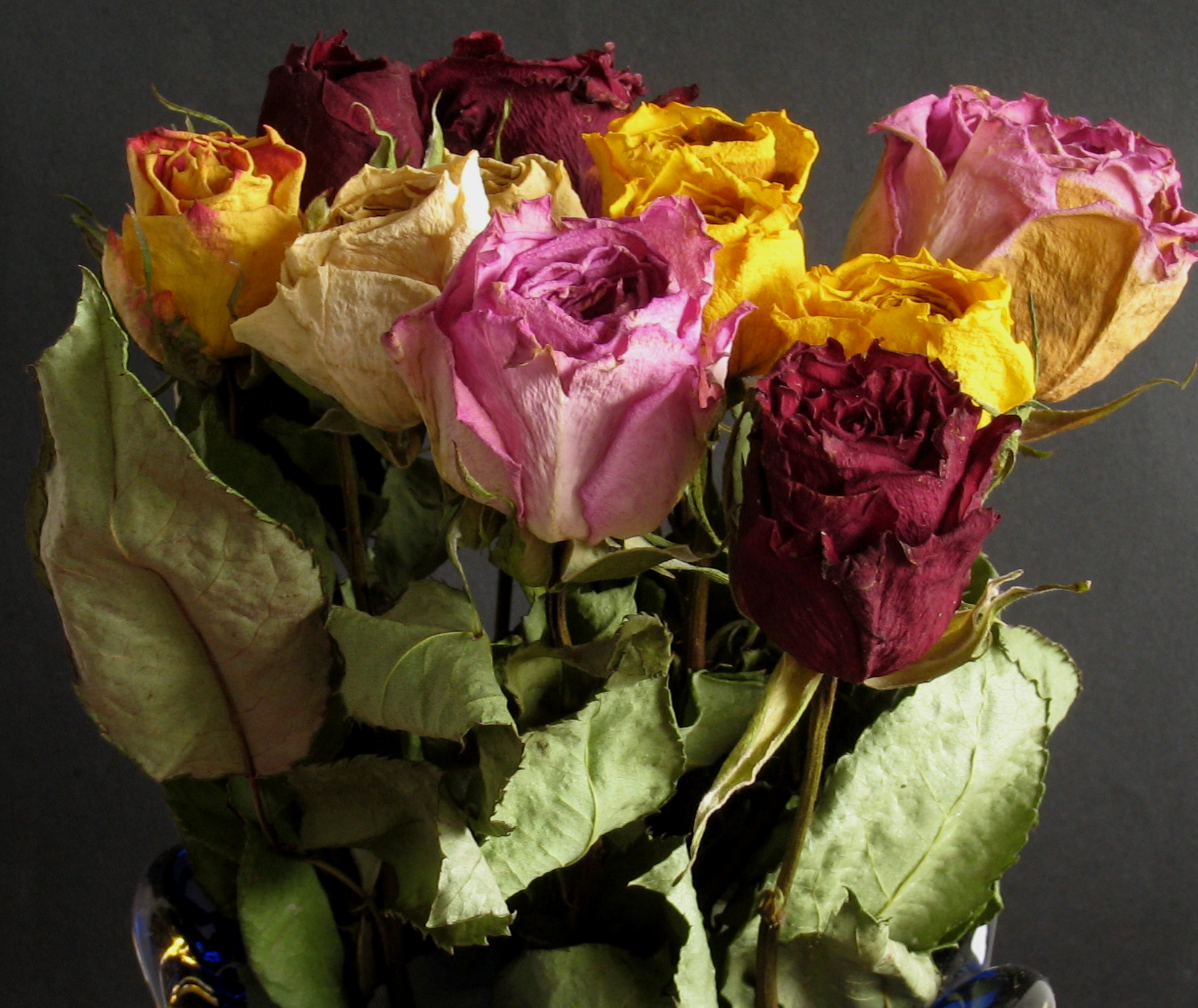
Gedroogde rozen

Droogbloemen zijn bloemen in gedroogde vorm, die voor een langere tijd houdbaar zijn. De houdbaarheid van droogbloemen varieert per soort. Vrijwel alle droogbloemen zijn minimaal 6 maanden houdbaar. Factoren die van invloed zijn op de houdbaarheid van droogbloemen zijn de blootstelling aan zonlicht, de luchtvochtigheid en hoe er mee wordt omgegaan. Vanwege de kwetsbaarheid is het niet verstandig om de bloemen regelmatig te verplaatsen of vast te pakken. Droogbloemen kunnen op verschillende manieren gemaakt worden. Zo kunnen bloemen in een kartonnen doos gelegd worden, kunnen ze geperst worden in een dik boek, of kunnen ze in een heteluchtoven gehangen worden. Maar de meest gebruikelijke manier is om ze op z'n kop in de lucht te hangen om te drogen Daarbij is het van belang dat de verse bloemen net zijn gaan bloeien. Vervolgens kunnen overtollige blaadjes verwijderd worden, en kunnen de bloemen opgehangen worden.
Een populaire toepassing van droogbloemen is om ze te verwerken in een droogboeket. Daarnaast worden ze vaak in glazen potjes of lijstjes gedaan.

## Soorten droogbloemen
Niet alle bloemen en planten zijn geschikt om te drogen. Geschikte bloemen om te drogen zijn onder andere:
- Zonnebloemen
- Rozen
- Tarwe
- Papaver
- Fluitenkruid
- Korenbloemen
- Katoentakken
- Craspedia
- Lavendel
- Wilgenkatjes
- Trommelstokjes
- Hortensia’s
- Strobloemen
- Zeeuwse heide
- Gipskruid
- Zeeuws knoopje
- Engelwortel

## Droogboeketten
In de tweede helft van de negentiende eeuw bedacht de Oostenrijkse schilder Hans Makart de zogenoemde Makart-boeketten, droogbloemboeketten bedoeld om de sombere interieurs van die tijd wat op te fleuren. Rond 1925 worden droogbloemen populair voor het maken van biedermeierboeketten, kleine bloemen werden verwerkt tot een bolvormig boeket. Vanaf 1950 worden in Nederland en België koperen kannen en delfts blauwe potten gebruikt om grote arrangementen te maken met gedroogde maïsstengels en rietpluimen. In de jaren 1970 en 1980 zijn ook  kleinere schikkingen vaak in interieurs te vinden; in vaasjes op het dressoir en de televisie, als wandversiering en als decoratie van bijvoorbeeld een afgedankt nostalgisch houten kruiwagenwiel. Ook glazen accubakken werden wel gevuld met droogbloemen.